# 김우혁
김우혁(1991년 2월 7일 ~ )은 대한민국의 배우이다.

## 학력
- 한양대학교 대학원 연극영화과

## 출연작

### 영화
- 《행복의 진수》 (2019년) - 원중 역
- 《기방도령》 (2019년) - 중대 역
- 《그대 이름은 장미》 (2019년) - 순철제자 2 역
- 《이스케이프》 (2015년) - 장 순경 역
- 《이층의 악당》 (2010년) - 송 실장 패거리 3 역
- 《포화 속으로》 (2010년) - 학도병 역

### 드라마
- 《사이코패스 여순정》 (2025년, 펄스픽)
- 《행복의 진수》 (2020년, JTBC) - 원중 역
- 《내사랑 치유기》 (2018년, MBC) - 방지용 역
- 《같이 살래요》 (2018년, KBS2) - 지웅희 역
- 《역도요정 김복주》 (2017년, MBC) - 김우혁 역
- 《KBS 드라마 스페셜 - 동정 없는 세상》 (2016년, KBS2) - 경식 역
- 《가화만사성》 (2016년, MBC) - 김진영 역
- 《두번째 스무살》 (2015년, tvN) - 경식 역
- 《딱 너 같은 딸》 (2015년, MBC) - 유민철 역
- 《사랑 주파수 37.2》 (2014년, MBC Every1)
- 《혼》 (2009년, MBC)

### 연극
- 《프론티어 트릴로지》 - BROTHER Ⅱ 역
- 《뷰티풀 선데이》 - 이준석 역
- 《꽃미남탕》 - 명달 역